# 10,000 Days (Tool)
10,000 Days is het vierde album van de Amerikaanse rock- en metalband Tool.

## Tracklist
1. Vicarious - 7:06
2. Jambi - 7:28
3. Wings for Marie (Pt. 1) - 6:11
4. 10,000 Days (Wings, Pt. 2) - 11:13
5. The Pot - 6:21
6. Lipan Conjuring - 1:11
7. Lost Keys (Blame Hofmann) - 3:46
8. Rosetta Stoned - 11:11
9. Intension - 7:21
10. Right in Two - 8:55
11. Viginti Tres - 5:02

## Singles
- Vicarious
- The Pot
- Jambi

## Titel
De naam 10,000 Days slaat op de periode nadat de moeder van zanger Maynard, Judith Marie Garrison, door een beroerte gedeeltelijk verlamd raakte en 27 jaar, zo'n 10.000 dagen dus, tot haar overlijden in een rolstoel zat.